# David Gomér
Oskar David Gomér, född 28 november 1897 i Röks församling i Östergötlands län, död 9 februari 1977 i Rappestads församling i Östergötlands län, var en svensk hemmansägare och centerpartistisk politiker. Han var morfar till Bengt Gomér.
David Gomér var försäkringsinspektör hos Fylgia 1932–1937, bedrev eget lantbruk 1922–1947 samt var delägare i auktionsfirman Gomér & Andersson i Linköping 1929–1961.
Gomér var ledamot av riksdagens andra kammare från 1961, invald i Östergötlands läns valkrets.
Han gifte sig första gången 1923 med Elsa Lindgren (1899–1929), men blev änkling samma dag som han fick dottern Siv Gomér Jonsson (1929–2011). Andra gången gifte han sig 1931 med Tyra Andersson (1903–1986), dotter till hemmansägaren Carl Andersson och Hulda Andersson. I andra äktenskapet fick han barnen Maj (född 1932), Jan (född 1935) och Berit (född 1937).